# Adam Schiff

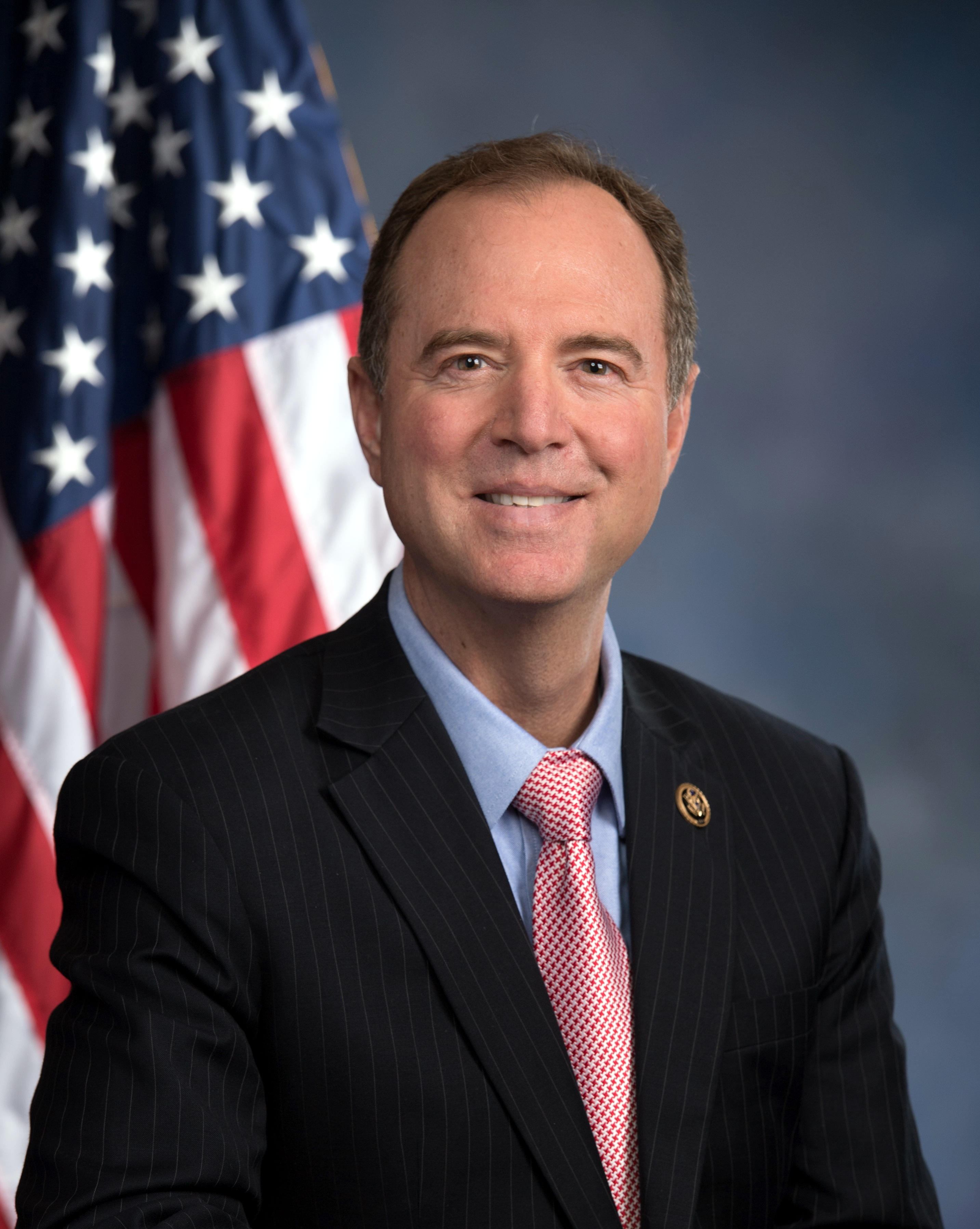
Adam Schiff

Adam Bennett Schiff, född 20 juni 1960 i Framingham, Massachusetts, är en amerikansk demokratisk politiker. Han är ledamot av USA:s senat för Kalifornien sedan 2024, efter att dessförinnan ha varit ledamot av USA:s representanthus 2001–2024.

## Utbildning
Schiff utexaminerades 1982 från Stanford University och avlade 1985 juristexamen vid Harvard Law School. 

## Familj

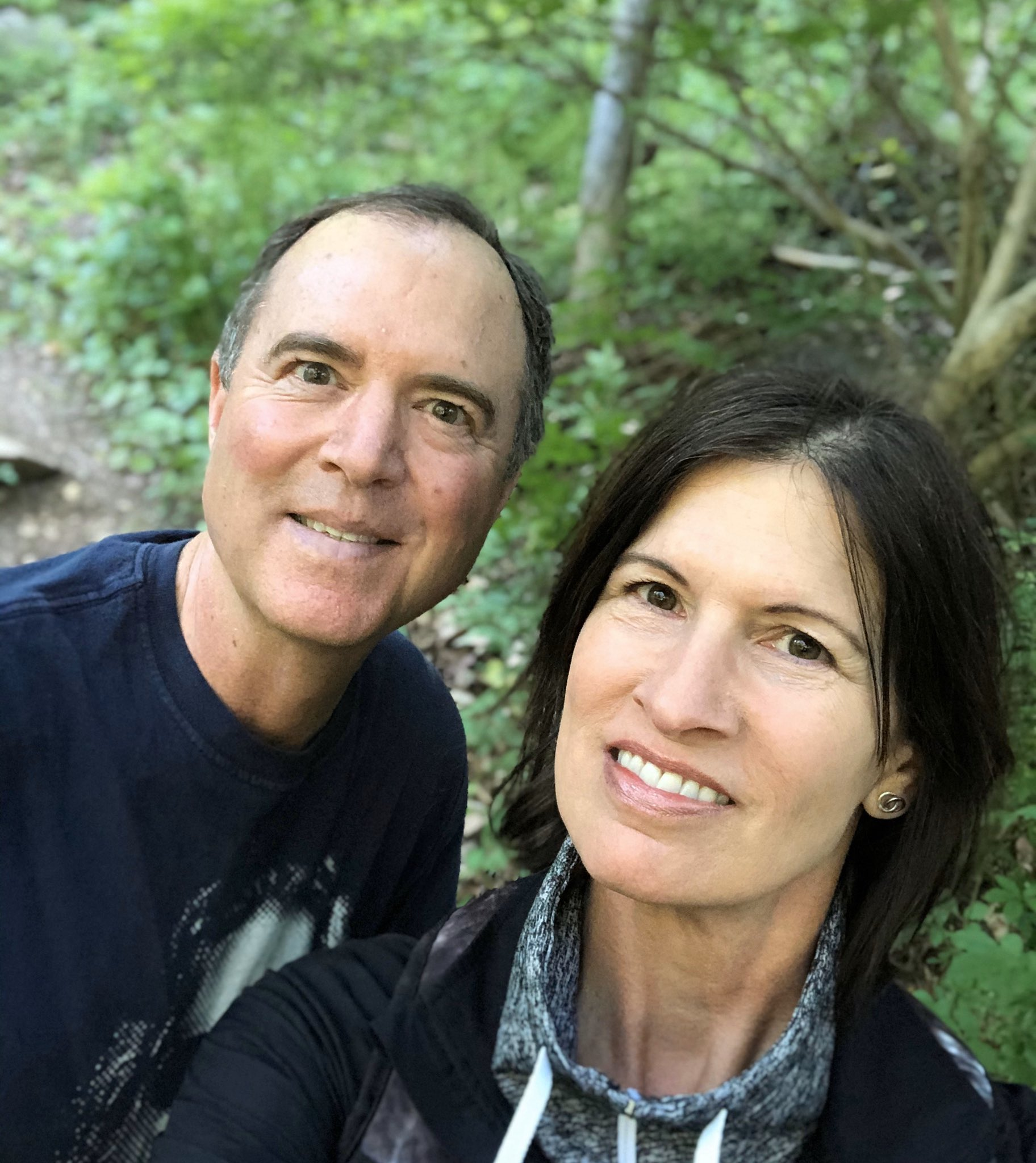
Adam och Eve Schiff

Schiff träffade sin fru, Eve Sanderson, på en tennisbana 1990. De gifte sig 1995 och har två barn